# Guillem Enric de Nassau-Usingen
Guillem Enric de Nassau-Usingen (en alemany Wilhelm Heinrich von Nassau-Usingen) va néixer a 's-Hertogenbosch (Països Baixos) el 28 de maig de 1684 i va morir a Usingen el 14 de febrer de 1718. Era fill de Wolrad de Nassau-Usingen (1635-1702) i de Caterina de Croy-Roeulx (1637-1686). Fou príncep de Nassau-Usingen de 1702 a 1718.
Igual que el seu pare, es va dedicar a les tasques militars. El 30 de juny de 1703 va ser ferit a la batalla d'Ekeren. El 1707 Guillem Enric va fundar la ciutat que porta el seu nom Wilhelmsdorf, al districte de Hochtaunuskreis i Usingen.

## Matrimoni i fills
El 15 d'abril de 1706 es va casar amb Carlota Amàlia de Nassau-Dillenburg (1680-1738), filla del príncep Enric de Nassau-Dillenburg (1641-1701) i de la princesa Dorotea Elisabet de Schlesien-Liegnitz (1646-1691).
El matrimoni va tenir nou fills:
- Francesca (1707-1750)
- Enric (1708-1708)
- Amàlia (1709-1709)
- Guillem (1710-1710)
- Carles (1712-1775), príncep de Nassau-Usingen, casat amb Cristina Guillemina de Saxònia-Eisenach 1711-1740).
- Lluís (1714-1714)
- Hedwig (1714-1786)
- Joana (1715-1716)
- Guillem de Nassau-Sarrebrück, príncep de Nassau-Sarrebrück, casat amb Sofia d'Erbach (1725-1795).

Després de la seva mort, el 1718 va ser succeït pel seu fill Carles, que aleshores tenia sis anys. La seva dona Carlota Amàlia va regnar com a regent fins a la seva majoria d'edat.